# Claes-Göran Hederström
Claes-Göran Hederström (ur. 20 października 1945 w Danderyd, zm. 8 listopada 2022) – szwedzki piosenkarz.

## Życiorys
Debiutował muzycznie w 1967 udziałem w szwedzkim programie Minishow, prowadzonym przez Monę Wessman i Ninę Lizelli.
W 1968 reprezentował Szwecję z piosenką „Det Börjar Verka Kärlek, Banne Mej” w 13. Konkursie Piosenki Eurowizji. 6 kwietnia wystąpił w finale konkursu i zajął piąte miejsce po zdobyciu 15 punktów. Z piosenką dotarł do pierwszego miejsca listy przebojów w Szwecji. 

## Dyskografia

### Single
- 1967: Den sista valsen, Lyckan är blind
- 1967: Vem kan segla förutan vind, Fönstret mittemot (z Niną Lizelli)
- 1967: Nå´nting fånigt (z Moną Wessman)
- 1968: Jag kommer hem, Tack för att du finns
- 1968: Se´n drömmer... (z I-L Nilsson, Låt aldrig kvällen ta slut
- 1968: Ob-la-di, ob-la-da, Jo du (Hey Jude)
- 1968: Så här börja kärlek (z Moną Wessman)
- 1968: Så va´ de´ me´ de´, Din.
- 1968: Det börjar verka kärlek banne mej, Natten är så lång 165 000 ex
- 1969: De´ e´ lite att dö (Do you miss....), Man e´ man
- 1970: Hallå där, dysterkvist, Eva
- 1970: Flickorna i Småland, Jag skulle inte bo i Stockholm
- 1971: Här ute på landet, En glad och lycklig sång
- 1971: Låt oss stå tillsammans, Kom och låt oss sjunga
- 1972: Glädje, tårar, Det jag gjort har jag gjort
- 1973: Historien om en vän, Stanna lilla Anna
- 1973: Här är barnens värld, Det blev Mallorca igen
- 1983: Lite hästjazz och så...... (z Alhambrą)

### Albumy
- 1967: Den sista valsen
- 1967: Nånting fånigt
- 1967: Fönstret mitt emot
- 1968: Banne mej. 1968
- 1969: Ob-la-di. 1969
- 1971: Låt oss stå tillsammans
- 1972: Här ute på landet
- 1973: Historien om en vän
- 2004: Projekt "Sega gubbar"